# Nikolai Reek

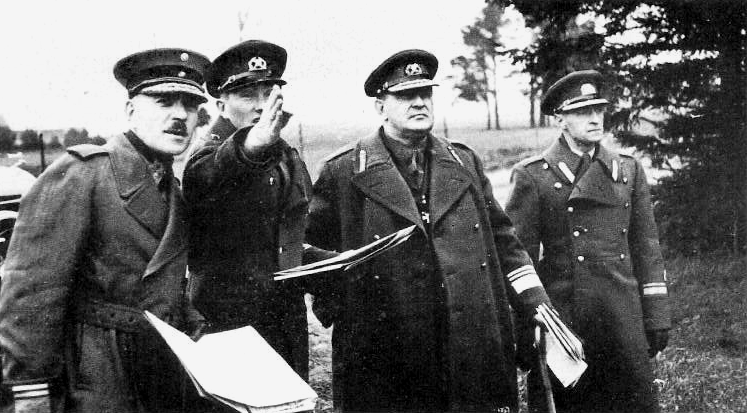
Nikolai Reek (2.v.r., 1938)

Nikolai Reek (russisch Никола́й Ре́эк; * 20. Januarjul. / 1. Februar 1890greg. in Reval; † 8. Mai 1942 bei Ussolje, Oblast Molotow) war estnischer Generalleutnant und Verteidigungsminister der Republik Estland (1927–1928 und 1939–1940).

## Leben
Reek nahm als Soldat der russischen Armee am Ersten Weltkrieg teil und erhielt eine Generalstabsausbildung an der Russischen Kriegsakademie in Sankt Petersburg.
Im estnischen Unabhängigkeitskrieg (1918–1920) gegen Sowjetrussland diente er als Generalstabschef in der 1. und später der 3. Estnischen Division. Reek war estnischer Vertreter während der Verhandlungen zum Waffenstillstand von Strasdenhof (1919). Ihm wurde das Freiheitskreuz Estlands, der lettische Lāčplēsis-Orden und der estnische Orden des weißen Sterns verliehen.
Nach der sowjetischen Okkupation der drei baltischen Republiken 1940 wurde Reek verhaftet und in der Gulag-Haft erschossen.